# Pompano Beach
Pompano Beach je město v Broward County na Floridě. Nachází se u Atlantského oceánu. Dle sčítání lidu v roce 2020 ve městě žilo přibližně 112 tisíc obyvatel. Jde o šesté největší město v Broward County a dvacáté největší město na Floridě. Bylo založeno v roce 1880.

## Rodáci
- Kodak Black (* 1997) – americký rapper